# La aventura del Poseidón (película de 1972)
La aventura del Poseidón (The Poseidon Adventure) es una película estadounidense de 1972, del género catástrofe, dirigida por Ronald Neame. Fue protagonizada por Gene Hackman, Ernest Borgnine, Red Buttons, Shelley Winters, Stella Stevens, Leslie Nielsen y Roddy McDowall en los papeles principales. Está basada en la novela homónima de Paul Gallico, de 1969, que gira en torno al desastre de un lujoso y ficticio transatlántico que resulta zozobrado por un tsunami. Varias escenas de la película se filmaron a bordo del RMS Queen Mary.
En 1973 recibió varios premios: Premio Oscar a la mejor canción («The Morning After») y a los mejores efectos especiales; el premio BAFTA al mejor actor (Gene Hackman) y el Globo de Oro a la mejor actriz secundaria (Shelley Winters).

## Argumento

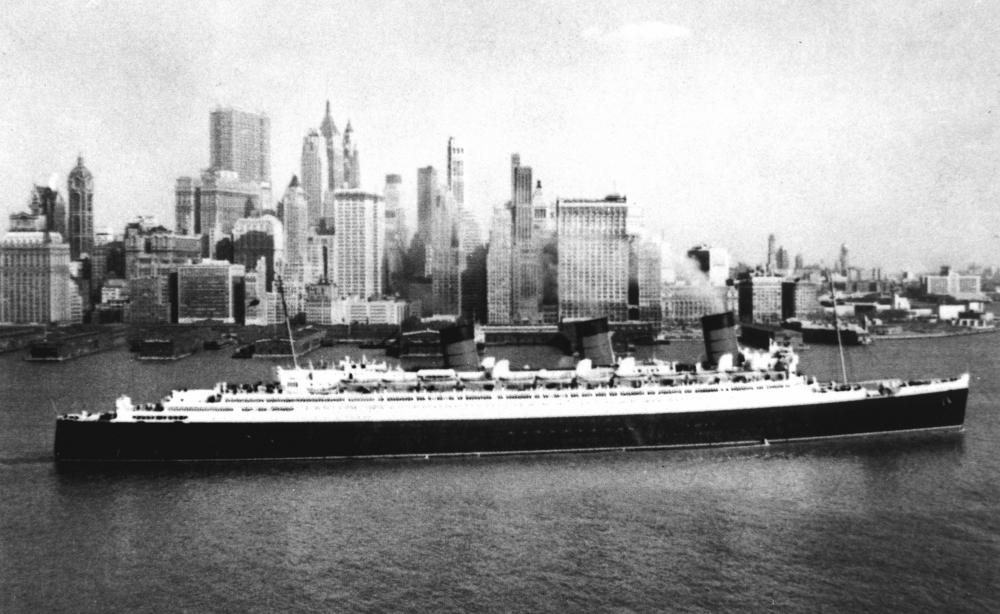
El transatlántico Queen Mary durante la década de 1960. El diseño e interiores del SS Poseidón de la película se basaron en los interiores de este buque.

El SS Poseidón es un lujoso y ya anticuado transatlántico que realiza su crucero final desde Nueva York a Atenas antes de ser desguazado.
En el buque se van cruzando las historias de distintos personajes y estilos de vida; por un lado un detective de Nueva York en decadencia, Mike Rogo (Ernest Borgnine) y su esposa, Linda (Stella Stevens), que viajan a Italia en su luna de miel; James Martin (Red Buttons), un solterón algo tímido; el matrimonio Rosen: Belle (Shelley Winters) y Manny (Jack Albertson), que viajan con destino a Israel para visitar a su nieto que no conocen; Susan Shelby (Pamela Sue Martin) y su hermano menor Robin (Eric Shea), que viajan para reunirse con sus padres en Grecia, y el reverendo Frank Scott (Gene Hackman), que tiene conflictos con su fe y siempre discute consigo mismo y con Dios acerca de su papel en el mundo. Todos son invitados a cenar a la mesa del capitán Harrison (Leslie Nielsen) y así se conocen. Para el capitán Harrison, el viaje no está exento de preocupación, ya que el representante de los dueños en el barco (Linarcos) le había exigido viajar a velocidad máxima para ahorrar costos. Para lograrlo la nave no lleva lastre.
En la noche de Año Nuevo, durante la fiesta de celebración, animada por la cantante Nonnie Parry (Carol Lynley), el capitán Harrison sube al puente cerca de la medianoche en respuesta al aviso de las estaciones sismológicas en Creta y Grecia, que detectan un inusual movimiento telúrico submarino que causa una gigantesca ola de 30 metros de altura, que se desplaza en dirección perpendicular al navío. La sala de radar y después los vigías detectan un muro de agua frente a ellos.
El capitán del Poseidón intenta virar llevando la proa hacia la ola, haciendo sonar al mismo tiempo la alarma general.
El barco no puede resistir el impacto de la ola y sin lastre, se vuelca, quedando finalmente quilla arriba. El capitán y los oficiales de la nave desaparecen con el impacto, e intensas escenas de pánico por la supervivencia y muerte comienzan a ocurrir entre los pasajeros y la tripulación, mientras el gigantesco salón de primera clase se invierte bajo su pies. Empieza a desarrollarse entonces una lucha por sobrevivir en la que el reverendo Scott jugará un papel crucial en el salvamento de un puñado de pasajeros desesperados, mientras el barco se hunde lentamente. Los matrimonios Rosen y Rogo, la cantante Nonnie, Susan y su hermano Robin, James Martin y el camarero Acres (Roddy McDowall) aceptan seguir al reverendo Scott en la búsqueda de una salida. El joven Robin, que estaba muy interesado en los planos de la nave antes del desastre, va señalando el camino. La meta es llegar hasta cerca de la hélice propulsora, donde el espesor del casco es mínimo y allí tratar de perforarlo. En la perforación el barco no logra mantenerse a flote, lo que causa que se hunda o naufrague. En el Poseidón murieron casi 3800 personas.

## Reparto principal
- Gene Hackman: Reverendo Frank Scott.
- Ernest Borgnine: Teniente de policía Mike Rogo.
- Red Buttons: James Martin.
- Carol Lynley: Nonnie Parry.
- Roddy McDowall: Acres Yoyok.
- Stella Stevens: Linda Rogo.
- Shelley Winters: Belle Rosen.
- Jack Albertson: Manny Rosen.
- Pamela Sue Martin: Susan Shelby.
- Eric Shea: Robin Shelby.
- Arthur O'Connell: Capellán John.
- Leslie Nielsen: Capitán Harrison.
- Byron Webster: (Sobrecargo).